# Салаи, Имре
Имре (Пал) Салаи (венг. Szalay (Szalai) Imre (Pál); 1 ноября 1899, Сегед — 9 марта 1942, Будапешт) — венгерский борец греко-римского стиля. Участник летних Олимпийских игр 1928 года.

## Биография
Имре Салаи родился 1 ноября 1899 года в австро-венгерском городе Сегед (сейчас в Венгрии).
С 1919 года занимался борьбой в будапештском МТЕ, выступал в среднем весе, но позже из-за высокой конкуренции перешёл в полутяжёлый вес, в котором несколько раз выигрывал чемпионат Венгрии.
В 1924 году, несмотря на отличную спортивную форму, не был включён в сборную Венгрии на летних Олимпийских играх в Париже по социально-политическим причинам: с юности он был активным участником коммунистического движения, а кроме того, происходил из рабочей среды.
В 1925 году был арестован за участие в рабочей демонстрации и на несколько лет отстранён от международных соревнований.
В 1928 году вошёл в состав сборной Венгрии на летних Олимпийских играх в Амстердаме. В весовой категории до 82,5 кг в первом раунде победил туше Карла Петерсона из Латвии, во втором решением судей выиграл у Йозефа Вавры из Чехословакии, в третьем решением судей уступил Эмилю Клоди из Франции, в четвёртом проиграл туше Онни Пеллинену из Финляндии, поделив 5-6-е места.
Умер 9 марта 1942 года в Будапеште в результате преследований и тяжёлых условий труда во время Второй мировой войны.

## Память
С 1949 года в Венгрии проводятся соревнования по борьбе памяти Имре Салаи.